# Diego Díez
Diego Díez (15 de dezembro de 1896 – setembro de 1936) foi um esgrimista espanhol, que participou dos Jogos Olímpicos de Verão de 1924 e de 1928, sob a bandeira da Espanha.